# Русский Городок
 Русский Городок  — деревня в Максатихинском районе Тверской области. Входит в состав Малышевского сельского поселения.

## География
Находится в северо-восточной части Тверской области на расстоянии приблизительно 12 км по прямой на запад-северо-запад от районного центра поселка Максатиха на левом берегу речки Ворожба.

## История
Деревня была отмечена еще на карте 1825 года. В 1859 году здесь (тогда деревня Вышневолоцкого уезда Тверской губернии) было учтено 11 дворов, в 1940 — 62.

## Население
Численность населения: 116 человек (1859 год), 25 (русские 92 %) в 2002 году, 25 в 2010.